# 日本電気通信システム
日本電気通信システム株式会社（にっぽんでんきつうしんしすてむ、英: NEC Communication Systems,Ltd.）は、通信系装置開発を主たる事業とするNECグループの企業。本社を東京都港区に置く。

## 概要
もともとはNECグループの旧交換事業グループの開発部門を受け持っていた。2003年にNECの旧伝送事業グループや旧無線事業グループの分身会社などと合併し、新たにネットワーク全般の開発会社となり、同社グループの一翼を担っている。

## 沿革
- 1980年（昭和55年）1月 - 日本電気通信システム株式会社（初代）を設立。
- 1989年（平成元年）10月 - 関西日本電気通信システム株式会社を設立。
- 1990年（平成2年）4月 - 九州日本電気通信システム株式会社を設立。
- 1991年（平成3年）4月 - 東北日本電気通信システム株式会社を設立。
- 1999年（平成11年）1月 - 企業向け通信システム事業の一部をNECコミュニケーションネット株式会社（現・NECマグナスコミュニケーションズ）へ移管。
- 2001年（平成13年）12月 - 国内保守事業をNECテレネットワークス株式会社（現・NECネッツエスアイ）へ移管。
- 2003年（平成15年）1月 - 日本電気通信システム、日本電気テレコムシステム、宮城日本電気、関西日本電気通信システム、九州日本電気通信システム、東北日本電気通信システム及び日本電気ロボットエンジニアリングの一部と合併し、日本電気通信システム株式会社（2代）を設立。
- 2004年（平成16年）11月 - NECテレネットワークスから国内保守事業の一部を移管。
- 2006年（平成18年）4月 - NECモバイリング（現・MXモバイリング）からモバイルソフトウェア開発事業を営業譲渡[2]。
- 2015年（平成27年）10月 - 埼玉日本電気より基地局開発事業の一部を移管。
- 2016年（平成28年）4月 - デンソー及びイーソルとの合弁により株式会社オーバスを設立[3]。
- 2017年（平成29年）4月 - NWインフラ開発事業をNECプラットフォームズへ会社分割[4]。

## 拠点一覧
- 本社 - 東京都港区三田1-4-28　三田国際ビル内
- 事業所
  - 札幌事業所
  - 仙台事業所
  - 我孫子事業所（NEC我孫子事業場内）
  - 玉川事業所（NEC玉川事業場内）
  - 刈谷事業所
  - 大阪事業所
  - 福岡事業所